# 社会事業
社会事業（しゃかいじぎょう）は、社会貢献をする活動・事業の総称。

## 概要
1950年の国際社会事業大会に提出された定義では「社会事業とは、正常な一般生活の水準より脱落、背離し、またはそのおそれのある不特定の個人または家族に対し、その回復、保全を目的として、国家、地方公共団体あるいは私人が社会保険、公衆衛生、教育などの社会福祉増進のための一般対策と並んで、またそれを補い、あるいはそれに代って個別的、集団的に保護、助長あるいは処置を行う社会的な組織的活動である」と規定されている。
民間等の手で宗教や道徳動機に基づき孤児や病人貧民などの社会的弱者救済のために行われるフィランソロピー・慈善事業のほか、行政や団体による福祉事業・救済事業などがあり、日本の社会福祉法では、社会福祉事業が定められている。今日の福祉という言葉が普及するまでは、社会政策や社会事業などの用語が使われていたことが知られている。
社会事業を歴史として研究する社会事業史という分野もあり、日本では研究団体として社会事業史学会(日本学術会議協力学術研究団体)がある。

## 各国の社会事業
英語ではen:Social workとあらわされ、アメリカのen:White House Social Servicesはホワイトハウス社会事業室、en:White House Social Secretaryは、ホワイトハウス社会事業担当官などと訳される。なお、日本ではカタカナでソーシャルワークとあらわすのは社会福祉援助技術と訳されて、ソーシャルワークに従事する者をソーシャルワーカーとしている。社会事業を行う社会事業家はフィランソロピスト・篤志家と呼ばれる。
少年審理手続 (スコットランド)の制度は、もともとは同国での1968年社会事業法 (スコットランド)によって導入されている。

## 日本の社会事業
日本では、1938年（昭和13年）に社会福祉事業法・社会福祉法の前身となる社会事業法が制定されており、これにより療養所などが多く設立されている。診療所として社会事業の一施設として開設された病院も多く、現在でも内部組織名称として医療社会事業係、医療社会事業部などがあり、医療に関連した事業を医療社会事業とも呼ばれる。

### 社会事業家とされる人物
- 田口芳五郎
- イグナツィ・パデレフスキ
- エイミー・ビーチ
- エルジュビェタ・オストログスカ
- フーゴ・ラッサール
- 盧燾
- 叡尊（戒律の復興に努め、貧者・病者救済などの社会事業を行ったことで知られる）
- 忍性（叡尊の弟子で、社会事業を通じて非人などの社会的弱者を救済）
- 行基
- 光明皇后
- 瓜生岩子（生涯を弱者、貧困者の救済、社会事業に捧げ、日本のナイチンゲールと称される人物）
- 忍性 (鎌倉時代に戒律復興と社会事業に努めた僧)
- サミュエル・モンタギュー
- ジョン・リチャード・グリーン
- パーヴェル・トレチャコフ
- ヘンリエッテ・フォン・ナッサウ＝ヴァイルブルク
- ヨハネ・ボスコ
- ヨハン・フリードリヒ・オーベルリーン
- レフ・トルストイ
- モード・パウラス(宣教師・社会事業家)
- 加藤時次郎
- 賀川豊彦（宗教家、社会事業家）
- 岩瀬弥助
- 岩村通世
- 近藤栄蔵
- 恒久王妃昌子内親王（婦人共立育児会総裁・東京慈恵会総裁として社会事業に取り組んだ）
- 高橋貞太郎（救ライ運動など社会事業への関わりも）
- 佐藤助九郎
- 坂本龍之輔（禁酒運動や廃娼運動にも携わるなど社会事業や教育事業でその名を残した）
- 山下亀三郎
- 山路ふみ子（女優、実業家、社会事業家）
- 小松宮彰仁親王
- 昭憲皇太后（維新期の皇后として社会事業振興の先頭に立）
- 森村市左衛門（森村豊明会を設立し、教育事業や社会事業に多額の寄付を行った）
- 西村真琴
- 大原孫三郎（実業家のほか社会事業家）
- 大谷光尊（仏教社会事業の基礎を築いた人物）
- 渡辺海旭
- 谷村貞治
- 陳遐齢
- 土佐光起
- 東伏見宮妃周子
- 鍋島榮子（侯爵夫人として社会事業活動の先頭に立つ）
- 富士川游（日本で最初に社会事業教育を行う東洋大学社会事業科初代科長就任）
- 福田令寿（教育者、社会事業家）
- 北川波津（社会事業家、東京育成園創立者）
- 野崎武吉郎（政治家、実業家、社会事業家。元貴族院議員）
- 了翁道覚（社会事業に尽くした江戸前期の高僧）
- 林歌子（社会事業家）
- 鈴木文治（労働者講話会等の社会事業に携わる）
- 濱口梧陵（実業家・社会事業家）
- 内田守（社会事業研究者）
- 宮城洋一郎（社会事業研究者で仏教社会福祉学、社会事業史）
- 沢田美喜（社会事業家）
- 藤井静一（社会事業家）
- 石井筆子（教育者・社会事業家）
- 石井十次（社会事業家・孤児教育会開設）
- 石井亮一（日本の知的障害者福祉の創始者といわれる社会事業家）
- 留岡幸助（家庭学校創立者）
- 牧野虎次（社会事業家）
- 山室軍平（救世軍日本軍国司令官）